# Pales rubriventris
Pales rubriventris är en tvåvingeart som beskrevs av Mario Bezzi 1908. Pales rubriventris ingår i släktet Pales och familjen parasitflugor. Inga underarter finns listade i Catalogue of Life.